# Kurt W. Forster
Kurt Walter Forster (Zurigo, 12 agosto 1935 – New York, 6 gennaio 2024) è stato uno storico dell'architettura, storico dell'arte e funzionario svizzero nonché docente presso la Yale School of Architecture, dove diresse anche il programma di dottorato.

## Biografia
Originario di Zurigo, studiò nelle università di Svizzera, Germania e Italia. Si laureò in Storia dell'Arte e dell'Architettura, della Letteratura e dell'Archeologia presso l'Università di Zurigo.
Insegnò a Stanford, Berkley, Harvard e al Massachusetts Institute of Technology. Divenne poi direttore del Getty Research Institute di Los Angeles dal 1984 al 1993, dove fondò una biblioteca completa di ricerche, archivi e pubblicazioni. 
Organizzò grandi mostre, che lo portarono a lavorare con Schinkel (come scenografo a Chicago nel 1994), Carlo Scarpa (a Vicenza e Verona nel 2000), Herzog e de Meuron (a Montreal nel 2002) e Daniele Cudini (al Terminal Art Project 2014). Durante questo periodo tenne lezioni in giro per il mondo. 
Fu nominato Direttore del Template: IX Biennale Internazionale di Architettura di Venezia nel 2004. A Roma divenne membro dell'Accademia di San Luca, del Centro Scientifico Consiglio Palladio di Vicenza. Nel 2007 ricevette il Meret Oppenheim Award.
Morì a New York il 6 gennaio 2024 all'età di 88 anni.

## Premi
- 2007 : Prix Meret Oppenheim
- 2021 : Schinkel-Preis der Fontanestadt Neuruppin[3] nel 2021.